# Calliostoma sarcodum
Calliostoma sarcodum är en snäckart som beskrevs av Dall 1927. Calliostoma sarcodum ingår i släktet Calliostoma och familjen Calliostomatidae. Inga underarter finns listade i Catalogue of Life.